# КАНУКОКА
Гренландско Удружење Општина (Гренландски: Kalaallit Nunaanni Kommunit Kattuffiat; Дански: De Grønlandske Kommuners Landsforening) или скраћено КАНУКОКА је организација за општине у Гренланду која је била вођена од стране политичара Палеа Јеремијасена. Организација је тотално распаднута и у уторку 31. Јула 2018. године, организација је престала да постоји и од тад више не постоји ни једна организација за вођење сарадњеопштина у Гренланду и њихових општинских председника.
Циљ организације је био да се олакша сарадња између тада свих четири општина у држави: Сермерсок, Кеката, Катсуитсуп и Кујалек. Претходно заснован у главном граду Гренланда, Нуку, организација је држала изборе за општине сваке четврте године, с тим да су задњи избори били 2016. године. Све општинске власти су биле чланице организације све до 2018. године, када се коначно распала. Удружење је било надгледано под Министром Социјалне Политике Гренландске Владе (Гренландски: Naalakkersuisut). Годишњи буџет удружења је био вредан 12.5 мил. Данских круна (DKK), са приходима који директно долазе из општинских буџета.

## Историја
КАНУКОКА је настала 24. јула 1974. године, када је у том времену било 18 општина и 3 округа. После административних реформација у држави 2008. године завршених почетком 2009. године, било је само четири општина, док су већина општине престале да постоје. Ту су се формирале две општине: Касуитсуп (660.000 km²) и Сермерсок (531.900 km²), које су тада биле највеће општине на свету по површини. Годину дана пре него што се удружење распало, Катсуитсуп се поделио на две општине: Аванату и Кекерталик.

## Будући планови
Формирања нових општина у Гренланду је само довело да организацији зада изазове пред пут са задацима који су преузети од већим новим ентитетима који са изузетно повећаним повластицама. У светлу овог проширеног смањења обима, удружење је перципирано као прескупи и сувишан слој бирократије у држави, ометањем директних сарадња између општина и гренландске владе. Постојале су у току разговори око њене будућности, са могућим рефокусирањем независне организације да постане средство за кординацију раста и развића општина. Предложене измене су само делови за текуће реформације публичког сектора у Гренланду под новом владом, у канцеларији пратњом Гренландским Парламентарним Изборима 2009. године. Реформе су очековане да се заврше до 2013. године.